# فيرخنيدنيبروفسكي (سمولينسك)
فيركنيدنيبروفسكيي (بالروسية: Верхнеднепровский) هي مدينة في مقاطعة سمولينسك أوبلاست في روسيا.
يبلغ عدد سكانها حوالي 13633 نسمة.